# Slipinskogenia schoutedeni
Slipinskogenia schoutedeni is een keversoort uit de familie Propalticidae. De wetenschappelijke naam van de soort is als Discogenia schoutedeni voor het eerst geldig gepubliceerd in 1942 door John.
De soort is waargenomen in Congo-Kinshasa.